# Lucas Granja
Lucas Ayrton Granja (Rafael Castillo, Provincia de Buenos Aires; 22 de septiembre de 1994) es un piloto de automovilismo argentino. Iniciado en el ambiente del karting, debutó profesionalmente en la categoría Fórmula 4 Nueva Generación donde desarrolló sus primeras armas sobre monoplazas entre los años 2012 y 2013. En el año 2014 debutó en categorías de turismos al ingresar en la división GTB del TC Regional, pasando unos años más tarde a debutar en el Turismo 4000 Argentino.
Se consagró campeón de la clase GTB del TC Regional en el año 2016 y del Turismo 4000 Argentino en el año 2017. Al mismo tiempo, cuenta con un subcampeonato en la clase GTB, logrado en 2014. La obtención del título en el Turismo 4000 Argentino, le abrió las puertas a la divisional TC Pista Mouras de la Asociación Corredores de Turismo Carretera, donde compitió en la temporada 2018, obteniendo el título de esta divisional y el correspondiente pase al TC Mouras para la temporada 2019.

## Biografía
Nacido en la localidad de Rafael Castillo, inició su carrera deportiva compitiendo en la categoría PAKO de kartings, donde concursó entre los años 2009 y 2011. Tras su paso por esta especialidad, en 2012 inició su carrera profesional compitiendo en la categoría Fórmula 4 Nueva Generación, donde participó hasta el año 2013. En el año 2014 comenzó su carrera deportiva sobre automóviles de turismo, al debutar en la divisional GTB de la categoría zonal TC Regional. En esta categoría, debutó al comando de un Chevrolet Chevy con el cual terminó alcanzando el subcampeonato luego de conquistar tres polepositions, siete series y cuatro finales, estas últimas de manera consecutiva. Su participación en esta temporada, le abrió las puertas a la categoría Turismo 4000 Argentino, donde debutó nuevamente al comando de un Chevrolet Chevy con atención de su propio equipo.
La temporada 2015 inició de forma promisoria para Granja en el T4000, sin embargo una serie de malos resultados sumados a la triste noticia del fallecimiento de Juan Carlos Pergolezi, propietario del coche con el que competía, terminaron por determinar su salida de esta categoría y se regreso al GTB del TC Regional. Una vez reingresado en esta categoría, exhibió el "2" obtenido el año anterior en los laterales de su Chevrolet participando en las 4 últimas fechas del año y conquistando la victoria en las mismas, en un torneo que tuvo a Gregorio Aranés como campeón.
Sus actuaciones en el cierre de la temporada 2015 marcaron un presagio de lo que sería la temporada 2016 en el GTB para Granja, quien con el "8" en sus laterales se encargó de llevar adelante el desafío de obtener su primer título a nivel profesional. Con un rendimiento superior al resto, terminó por conquistar su objetivo al triunfar en 5 de las 10 fechas en las que se desarrolló la temporada.
Tras su título de 2016, en 2017 reingresó al Turismo 4000 Argentino, donde continuó compitiendo representando a la marca Chevrolet y confiando la preparación en esta oportunidad en el equipo de Rodolfo Pereiró. Con estas herramientas, nuevamente se proclama campeón tras haber conquistado dos triunfos. En esta misma temporada, se produjo su debut en la divisional TC Pista Mouras de la Asociación Corredores de Turismo Carretera, donde por primera vez en su carrera deportiva cambió de marca pasando a competir con un Ford Falcon del equipo Quilmes Plas Racing. Con esta misma unidad, inició la temporada 2018 en la mencionada divisional, donde finalmente inscribió su nombre en la lista de campeones, logrando el título sin apelaciones y el correspondiente pase al TC Mouras.
En 2019 debutó como piloto titular en el TC Mouras, donde nuevamente cambió de marca al dejar Ford por Dodge. La unidad fue una coupé Dodge Cherokee del equipo Benavídez Racing, con la cual no consiguió el rendimiento esperado. Al cabo de las primeras 6 fechas, finalmente optó por un nuevo cambio de marca, aunque volviendo a competir con Chevrolet. A pesar de haber mejorado su rendimiento, finalmente cerró el año sin victorias y con una imagen distante del brillo con el que conquistó el torneo del año anterior. 
Para el año 2020, Granja acordó continuar en el TC Mouras bajo el ala de Las Toscas Racing y siempre con Chevrolet. Sin embargo, la parálisis de actividades derivada de la pandemia de SARS-CoV-2, afectó a Granja en lo presupuestario, debiendo retirarse tras las dos primeras competencias anteriores a la declaración de cuarentena en Argentina. A pesar de esto, Granja buscó una nueva alternativa para seguir adelante, siendo contratado por el equipo Pereiró Motorsport de la categoría zonal Procar 4000. Junto a esta estructura, compitió en la Clase A logrando un nuevo título para su palmarés y nuevamente sobre un Chevrolet Chevy.

## Trayectoria
| Año  | Categoría                                        | Automóvil           |
| ---- | ------------------------------------------------ | ------------------- |
| 2012 | Debut en Fórmula 4 Nueva Generación, 3 carreras  | Crespi-Renault      |
| 2013 | Fórmula 4 Nueva Generación, 4 carreras           | Crespi-Renault      |
| 2014 | TC Regional GTB, debut y subcampeonato           | Chevrolet Chevy     |
| 2015 | Debut en Turismo 4000 Argentino, 4 carreras      | Chevrolet Chevy     |
| 2015 | Fórmula 4 Nueva Generación, 1 carrera            | Crespi-Renault      |
| 2015 | TC Regional GTB, 4 carreras                      | Chevrolet Chevy     |
| 2016 | Campeón TC Regional GTB                          | Chevrolet Chevy     |
| 2016 | Fórmula 4 Nueva Generación, 1 carrera            | Crespi-Renault      |
| 2016 | Torneo de pilotos invitados (debut en TC Mouras) | Dodge Cherokee      |
| 2017 | Campeón Turismo 4000 Argentino                   | Chevrolet Chevy     |
| 2017 | Debut en TC Pista Mouras, 1 carrera              | Ford Falcon         |
| 2018 | Campeón TC Pista Mouras                          | Ford Falcon         |
| 2019 | Debut en TC Mouras                               | Dodge Cherokee      |
| 2019 | Debut en TC Mouras                               | Chevrolet Chevy     |
| 2020 | TC Mouras, 2 carreras                            | Chevrolet Chevy     |
| 2020 | Debut en Procar 4000, Clase A. Campeón           | Chevrolet Chevy     |
| 2021 | TC Mouras                                        | Chevrolet Chevy     |
| 2022 | Top Race Series                                  | Toyota Camry Series |

- [18]

## Resultados

### Resultados completos TC Pista Mouras
| Año                 | Año         | Fechas | Fechas | Fechas | Fechas | Fechas | Fechas | Fechas | Fechas | Fechas | Fechas | Fechas | Fechas | Fechas | Fechas | Fechas | Posición final      |
| Equipo              | Automóvil   | Fechas | Fechas | Fechas | Fechas | Fechas | Fechas | Fechas | Fechas | Fechas | Fechas | Fechas | Fechas | Fechas | Fechas | Fechas | Posición final      |
| ------------------- | ----------- | ------ | ------ | ------ | ------ | ------ | ------ | ------ | ------ | ------ | ------ | ------ | ------ | ------ | ------ | ------ | ------------------- |
| 2017                | 2017        | 01     | 02     | 03     | 04     | 05     | 06     | 07     | 08     | 09     | 10     | 11     | 12     | 13     | 14     | 15     | 42.º (29.00 puntos) |
| Quilmes Plas Racing | Ford Falcon | NP     | NP     | NP     | NP     | NP     | NP     | NP     | NP     | NP     | NP     | NP     | NP     | 6.º    | NP     | NP     | 42.º (29.00 puntos) |
|                     |             |        |        |        |        |        |        |        |        |        |        |        |        |        |        |        |                     |
| 2018                | 2018        | 01     | 02     | 03     | 04     | 05     | 06     | 07     | 08     | 09     | 10     | 11     | 12     | 13     | 14     | 15     | 1.º (791.00 puntos) |
| Quilmes Plas Racing | Ford Falcon | 2º     | 2º     | 1.º    | 6.º    | 1.º    | 8.º    | 18     | 3.º    | 1.º    | 8.º    | 3.º    | 1.º    | 6.º    | 4.º    | 2.º    | 1.º (791.00 puntos) |

### Resultados completos TC Mouras
| Año               | Año             | Fechas | Fechas | Fechas | Fechas | Fechas | Fechas | Fechas | Fechas | Fechas | Fechas | Fechas | Fechas | Fechas | Fechas | Fechas | Fechas | Posición final       |
| Equipo            | Automóvil       | Fechas | Fechas | Fechas | Fechas | Fechas | Fechas | Fechas | Fechas | Fechas | Fechas | Fechas | Fechas | Fechas | Fechas | Fechas | Fechas | Posición final       |
| ----------------- | --------------- | ------ | ------ | ------ | ------ | ------ | ------ | ------ | ------ | ------ | ------ | ------ | ------ | ------ | ------ | ------ | ------ | -------------------- |
| 2019              | 2019            | 01     | 02     | 03     | 04     | 05     | 06     | 07     | 08     | 09     | 10     | 11     | 12     | 13     | 14     | 15     | 16     | 7.º (505.75 puntos)  |
| Benavídez Racing  | Dodge Cherokee  | 7.º    | 11     | 2.º    | 11     | 22     | 11     |        |        |        |        |        |        |        |        |        |        | 7.º (505.75 puntos)  |
| Benavídez Racing  | Chevrolet Chevy |        |        |        |        |        |        | 4.º    | 6.º    | 10     | 7.º    | 2.º    | 3.º    | 13     | 6.º    | 13     | 4.º    | 7.º (505.75 puntos)  |
|                   |                 |        |        |        |        |        |        |        |        |        |        |        |        |        |        |        |        |                      |
| 2020              | 2020            | 01     | 02     | 03     | 04     | 05     | 06     | 07     | 08     | 09     |        |        |        |        |        |        |        | 37.º (29.50 puntos)  |
| Las Toscas Racing | Chevrolet Chevy | 11     | 24     |        |        |        |        |        |        |        |        |        |        |        |        |        |        | 37.º (29.50 puntos)  |
|                   |                 |        |        |        |        |        |        |        |        |        |        |        |        |        |        |        |        |                      |
| 2021              | 2021            | 01     | 02     | 03     | 04     | 05     | 06     | 07     | 08     | 09     | 10     | 11     | 12     | 13     | 14     | 15     | 16     | 16.º (292.00 puntos) |
| Hurlingham Racing | Chevrolet Chevy | 6.º    | 9.º    | 29     | 22     | 24     | 25     | NL     | 9.º    | 1.º    | 19     | 13     | 21     | 11     | 12     | NP     | NP     | 16.º (292.00 puntos) |

## Palmarés
| Título     | Categoría              | Automóvil             | Año  |
| ---------- | ---------------------- | --------------------- | ---- |
| Subcampeón | TC Regional, Clase GTB | Chevrolet Chevy       | 2014 |
| Campeón    | TC Regional, Clase GTB | Chevrolet Chevy       | 2016 |
| Campeón    | Turismo 4000 Argentino | Chevrolet Chevy       | 2017 |
| Campeón    | TC Pista Mouras        | Ford Falcon           | 2018 |
| Campeón    | Procar 4000, Clase A   | Chevrolet Chevy       | 2020 |
| Campeón    | Top Race Series        | Toyota Corolla Series | 2022 |